# Монро (округ, Алабама)
Монро́ (англ. Monroe County) — округ в США, штате Алабама. Официально образован 29 июня 1815 года. По состоянию на 2010 год, численность населения составляла 23 068 человек. Получил своё название по имени пятого президента США Джеймса Монро.

## География
По данным Бюро переписи США, общая площадь округа равняется 2 679 км², из которых 2 657 км² суша и 22 км² или 0,84 % это водоемы.

### Соседние округа
|         |       | Уилкокс  | Батлер |  |
| Кларк   | север | Конику   |        |  |
| Кларк   | Монро | Конику   |        |  |
| Кларк   | юг    | Конику   |        |  |
| Болдуин |       | Эскамбия |        |  |

## Демография
По данным переписи населения 2000 года в округе проживает 24 324 жителя в составе 9 383 домашних хозяйств и 6 774 семей. Плотность населения составляет 9 человек на км². На территории округа насчитывается 11 343 жилых домов, при плотности застройки 4 строения на км². Расовый состав населения: белые — 57,75 %, афроамериканцы — 40,07 %, коренные американцы (индейцы) — 0,97 %, азиаты — 0,29 %, гавайцы — 0,01 %, представилтели других рас — 0,13 %, представители двух или более рас — 0,79 %. Испаноязычные составляли 0,78 % населения.
В составе 35,60 % из общего числа домашних хозяйств проживают дети в возрасте до 18 лет, 52,30 % домашних хозяйств представляют собой супружеские пары проживающие вместе, 16,10 % домашних хозяйств представляют собой одиноких женщин без супруга, 27,80 % домашних хозяйств не имеют отношения к семьям, 25,70 % домашних хозяйств состоят из одного человека, 11,10 % домашних хозяйств состоят из престарелых (65 лет и старше), проживающих в одиночестве. Средний размер домашнего хозяйства составляет 2,57 человека, и средний размер семьи 3,09 человека.
Возрастной состав округа: 28,30 % моложе 18 лет, 8,60 % от 18 до 24, 26,80 % от 25 до 44, 22,50 % от 45 до 64 и 13,80 % от 65 и старше. Средний возраст жителя округа 35 лет. На каждые 100 женщин приходится 90,80 мужчин. На каждые 100 женщин старше 18 лет приходится 86,40 мужчин.
Средний доход на домохозяйство в округе составлял 29 093 USD, на семью — 34 569 USD. Среднестатистический заработок мужчины составлял 31 096 USD против 18 767 USD для женщины. Доход на душу населения был 14 862 USD. Около 18,20 % семей и 21,30 % общего населения находились ниже черты бедности, в том числе — 27,00 % молодежи (тех, кому ещё не исполнилось 18 лет) и 21,40 % тех, кому было уже больше 65 лет.